# Liste Waadtländer Persönlichkeiten
Die Liste Waadtländer Persönlichkeiten zeigt eine Auswahl von Persönlichkeiten des Kantons Waadt in der Schweiz. Dazu gehören im Kantonsgebiet Geborene wie auch Persönlichkeiten, die einen wichtigen Teil ihres Lebens im Kanton Waadt verbracht haben.

## A
- Jean-François Amiguet (* 1950), Filmregisseur und Drehbuchautor
- Ernest Ansermet (1883–1969), Dirigent
- Jean Arcelin (* 1962), Maler
- Jean-Marie Auberson (1920–2004), Dirigent und Geiger

## B
- Jean Balissat (1936–2007), Musiker
- Étienne Barilier (* 1947), Schweizer Schriftsteller, Philosoph und Übersetzer
- Benno Besson (1922–2006), Schauspieler, Regisseur und Theaterleiter
- Marius Besson (1876–1945), Bischof von Lausanne-Genf-Freiburg
- Eugène Burnand (1850–1921), Maler
- Daniel Brélaz (* 1950), Politiker
- Adolphe Burnat (1872–1946), Architekt
- Ernest Burnat (1833–1922), Architekt
- Marguerite Burnat-Provins (1872–1952), Schriftstellerin und Malerin

## C
- Alexandre-François-Louis Cailler (1866–1936), Unternehmer der Schokoladenindustrie
- François-Louis Cailler (1796–1852), Schokoladenpionier
- Alexandre Calame (1810–1864), Maler
- Claude Calame (* 1943), Altphilologe und Semiotiker
- Paul Cérésole (1832–1905), Politiker
- Stéphane Chapuisat (* 1969), Fussballspieler
- Paul Chaudet (1904–1977), Politiker
- Jacques Chessex (1934–2009), Schriftsteller
- Georges-André Chevallaz (1915–2002), Politiker
- Ernest Chuard (1857–1942), Politiker
- Benjamin Constant (1767–1830), Schriftsteller
- Aloïse Corbaz (1886–1964), Künstlerin
- Jacques Cornu (* 1953), Motorradrennfahrer
- Ernest Correvon (1842–1923), Politiker
- Ernest Correvon (1873–1965), Maler
- Alfred Cortot (1877–1962), Musiker
- Cosey (* 1950), Comiczeichner
- Gilbert Coutaz (* 1954), Kantonsarchivar
- François de Curtine (15.–16. Jh.), Baumeister und Bildhauer

## D
- Jean Daniel Abraham Davel (1670–1723), waadtländischer Rebell gegen Bern
- Camille Decoppet (1862–1925), Politiker
- Jean-Pascal Delamuraz (1936–1998), Politiker
- Derib (* 1944), Comiczeichner
- Henri Druey (1799–1855), Politiker
- Laurent Dufaux (* 1969), Radrennfahrer
- Charles Dutoit (* 1936), Dirigent

## F
- Lucien Favre (* 1957), ehemaliger Fussballspieler und heutiger Trainer
- Fernand Feyler (1863–1931), Jurist, Oberst und Hochschulprofessor
- Marie Feyler (1865–1947), Ärztin
- Auguste Forel (1848–1931), Psychiater, Entomologe und Sozialreformer
- François-Alphonse Forel (1841–1912), Arzt und Naturforscher
- Constant Fornerod (1819–1899), Politiker

## G
- Augusta Gillabert (1869–1940), Bäuerin, Genossenschaftsgründerin
- Lauriane Gilliéron (* 1984), Miss Schweiz 2005
- Charles Gleyre (1806–1874), Maler
- André Guex (1904–1988), Kantonsschullehrer und Schriftsteller
- Germaine Guex (1904–1984), Psychologin
- Jules Guex (1871–1948), Schriftsteller, Französischprofessor und Alpinist
- Henri Guisan (1874–1960), General

## H
- Frédéric-César de la Harpe (1754–1838), Politiker
- Hans Haug (1900–1967), Komponist

## I
- Irmingard von Burgund(10.–11. Jh.), Königin von Burgund

## J
- Johann von Grandson (14. Jh.), Maler
- Antoine-Henri Jomini (1779–1869), Militärtheoretiker
- Patrick Juvet (1950–2021), Musiker

## K
- Claire Krähenbühl (* 1942), Schriftstellerin

## L
- Jean-Xavier Lefèvre (1763–1829), Musiker

## M
- Ludovic Magnin (* 1979), Fussballer
- Michel Mayor (* 1942), Astronom
- Jacques Mercanton (1910–1996), Schriftsteller und Universitätsprofessor
- Jules Monnerat (1820–1898), Hotelier
- Patrick Moraz (* 1948), Rockmusiker
- Lise-Marie Morerod (* 1956), Skirennläuferin

## N
- Albert Naef (1862–1936), Architekt und Denkmalpfleger
- Jacques Neirynck (1931–2025), Nationalrat, Elektrotechniker, Verbraucherschützer und Autor
- Claude Nicollier (* 1944), Astronaut
- Claude Nobs (1936–2013), Leiter des Montreux Jazz Festival

## P
- Daniel Peter (1836–1919), Erfinder der Milchschokolade
- Auguste Piccard (1884–1962), Physiker und Erfinder
- Bertrand Piccard (* 1958), Psychiater und Wissenschaftler
- Jacques Piccard (1922–2008), Tiefseeforscher und Ozeanograph
- Marcel Pilet-Golaz (1889–1958), Politiker

## R
- Charles Ferdinand Ramuz (1878–1947), Schriftsteller
- Georges de Rham (1903–1990), Mathematiker
- Alice Rivaz (1901–1998), Schriftstellerin, geboren in Rovray
- Véronique Robert (1962–2017), Journalistin und Kriegsberichterstatterin
- Frère Roger (1915–2005), Gründer der ökumenischen Bruderschaft von Taizé
- Rodolphe Rubattel (1896–1961), Politiker
- Marc-Emile Ruchet (1853–1912), Politiker
- Louis Ruchonnet (1834–1893), Politiker
- Eugène Ruffy (1854–1919), Politiker
- Victor Ruffy (1823–1869), Politiker

## S
- Marc Charles Frédéric de Sacconay (1714–1788), Magistrat
- Léon Savary (1895–1968), Schriftsteller und Journalist
- Otto Schmid (1873–1957), Architekt

## V
- Félix Vallotton (1865–1925), Maler, Grafiker und Schriftsteller
- Benjamin Vautier (1829–1898), Maler
- Auguste Veillon (1834–1890), Maler
- Alexandre Vinet (1797–1847), Theologe und Literaturhistoriker
- Pierre Viret  (1511–1571), Reformator

## W
- Françoise-Louise de Warens (1699–1762), Geliebte von Jean-Jacques Rousseau
- Denis Weidmann (* 1945), Kantonsarchäologe
- Henri-Auguste Widmer (1853–1939), Mediziner und Kunstsammler, Gründer der Valmont-Klinik
- Mary Widmer-Curtat (1860–1947), Flüchtlingshelferin und Gründerin des Belgischen Flüchtlingshilfswerks in der Schweiz

## Y
- Alexandre Émile Jean Yersin (1863–1943), Bakteriologe
- Yves Yersin (1942–2018), Filmregisseur, Drehbuchautor und Filmproduzent